# The Dungeons Are Calling
| Recensione | Giudizio |
| ---------- | -------- |
| AllMusic   | [ 1 ]    |
| Rock Hard  | 9,5/10   |

The Dungeons Are Calling è il primo EP del gruppo musicale heavy metal statunitense Savatage, pubblicato nel 1984 dalla Par Records. Successivamente, nel 1985, dalla Combat Records negli Stati Uniti d'America e in Europa dalla Music for Nations. Ristampato nel 1994 e nel 2002 dalla Metal Blade Records con l'aggiunta di diverse bonus track.

## Il disco
Essendo stato registrato nelle stesse sessioni di Sirens, le tracce presentano una band ancora legata al power/speed del periodo. Tuttavia, hanno una potenza maggiore di quelle contenute nel debutto.

## Tracce
1. The Dungeons Are Calling – 4:53
2. By the Grace of the Witch – 3:13
3. Visions – 3:01
4. Midas Knight – 4:21
5. City Beneath the Surface – 5:49
6. The Whip – 3:27

### Edizione 1994
1. The Dungeons Are Calling – 4:53
2. By the Grace of the Witch – 3:13
3. Visions – 3:01
4. Midas Knight – 4:21
5. City Beneath the Surface – 5:49
6. The Whip – 3:27
7. Fighting for Your Love (Demo) – 3:20
8. Sirens (Live) – 3:21

### Edizione 2002
1. The Dungeons Are Calling – 4:53
2. By the Grace of the Witch – 3:13
3. Visions – 3:01
4. Midas Knight – 4:21
5. City Beneath the Surface – 5:49
6. The Whip – 3:27
7. Metalhead (Demo)
8. Before I Hang (Demo)
9. Stranger in the Dark (Demo)
10. Piper Rap hidden track (#99)

## Formazione
- Jon Oliva - voce, pianoforte
- Criss Oliva - chitarra, voce addizionale
- Keith Collins - basso, voce addizionale
- Steve Wacholz - batteria, percussioni

## Classifiche
| Classifica (2021) | Posizione massima |
| ----------------- | ----------------- |
| Germania          | 15                |